# Elezioni generali in Cile del 2013
Le elezioni generali in Cile del 2013 si tennero il 17 novembre per il primo turno delle elezioni del presidente e per il rinnovo del Parlamento (Camera dei deputati e Senato); il 15 dicembre ebbe luogo il secondo turno delle elezioni presidenziali.
Ebbero accesso al ballottaggio l'esponente del Partito Socialista Michelle Bachelet, sostenuta dallo schieramento Nuova Maggioranza, e la candidata dell'Unione Democratica Indipendente Evelyn Matthei, appoggiata dalla coalizione Alleanza per il Cile; l'esito elettorale vide la vittoria di Bachelet, che ottenne il 62,17% dei voti.

## Risultati

### Elezioni presidenziali
| Candidati                   | Partiti                                                                                | I turno   | I turno | II turno  | II turno |
| Candidati                   | Partiti                                                                                | Voti      | %       | Voti      | %        |
| --------------------------- | -------------------------------------------------------------------------------------- | --------- | ------- | --------- | -------- |
| Michelle Bachelet           | Partito Socialista del Cile Nuova Maggioranza: PS - PDC - PPD - PC - PRSD - MAS Región | 3 075 839 | 46,70   | 3 470 379 | 62,17    |
| Evelyn Matthei              | Unione Democratica Indipendente Alleanza per il Cile: UDI - RN                         | 1 648 481 | 25,03   | 2 111 891 | 37,83    |
| Marco Enríquez-Ominami      | Partito Progressista Si tú quieres, Chile cambia: PP - PL                              | 723 542   | 10,99   |           |          |
| Franco Parisi               | Indipendente                                                                           | 666 015   | 10,11   |           |          |
| Marcel Claude Reyes         | Partito Umanista                                                                       | 185 072   | 2,81    |           |          |
| Alfredo Sfeir Younis        | Partito Ecologista Verde del Cile                                                      | 154 648   | 2,35    |           |          |
| Roxana Miranda Meneses      | Partito Uguaglianza                                                                    | 81 873    | 1,24    |           |          |
| Ricardo Israel Zipper       | Partito Regionalista degli Indipendenti                                                | 37 744    | 0,57    |           |          |
| Tomás Jocelyn-Holt Letelier | Indipendente                                                                           | 12 594    | 0,19    |           |          |
| Totale                      | Totale                                                                                 | 6 585 808 | 100     | 5 582 270 | 100      |

### Elezioni parlamentari

#### Camera dei deputati
| Liste                                   | Voti      | %     | Seggi |
| --------------------------------------- | --------- | ----- | ----- |
| Partito Democratico Cristiano del Cile  | 967 003   | 15,55 | 21    |
| Partito Socialista del Cile             | 691 713   | 11,12 | 15    |
| Partito per la Democrazia               | 685 804   | 11,03 | 15    |
| Partito Comunista del Cile              | 255 914   | 4,11  | 6     |
| Partito Radicale Social Democratico     | 225 955   | 3,63  | 6     |
| Movimento Ampio Sociale                 | 6 387     | 0,10  | –     |
| Indipendenti                            | 135 120   | 2,17  | 4     |
| Totale Nuova Maggioranza                | 2 967 896 | 47,71 | 67    |
| Unione Democratica Indipendente         | 1 179 342 | 18,96 | 29    |
| Rinnovamento Nazionale                  | 928 037   | 14,92 | 19    |
| Indipendenti                            | 146 402   | 2,35  | 1     |
| Totale Alleanza per il Cile             | 2 253 781 | 36,23 | 49    |
| Partito Progressista                    | 235 722   | 3,79  | –     |
| Partito Liberale del Cile               | 16 664    | 0,27  | 1     |
| Indipendenti                            | 85 437    | 1,37  | –     |
| Totale Si tu queres, Chile Cambia       | 337 823   | 5,43  | 1     |
| Partito Umanista                        | 208 879   | 3,36  | –     |
| Partito Uguaglianza                     | 67 094    | 1,08  | –     |
| Partito Ecologista Verde del Cile       | 32 762    | 0,53  | –     |
| Indipendenti                            | 73 047    | 1,17  | –     |
| Totale Nuova Costituzione per il Cile   | 172 903   | 2,78  | –     |
| Partito Regionalista degli Indipendenti | 72 306    | 1,16  | –     |
| Indipendenti                            | 206 634   | 3,32  | 3     |
| Totale                                  | 6 220 222 | 100   | 120   |

#### Senato
Le elezioni ebbero luogo in otto regioni: Antofagasta (II, circoscrizione 2); Coquimbo (IV, circoscrizione 4); Santiago (RM, circoscrizioni 7 e 8); Libertador (VI, circoscrizione 9); Biobío (VIII, circoscrizioni 12 e 13); Los Ríos (XIV, circoscrizione 16); Los Lagos (X, circoscrizione 17); Magellano e Antartide Cilena (XII, circoscrizione 19).
| Liste                                  | Voti      | %     | Seggi |
| -------------------------------------- | --------- | ----- | ----- |
| Partito Democratico Cristiano del Cile | 744 261   | 16,51 | 2     |
| Partito Socialista del Cile            | 728 455   | 16,16 | 4     |
| Partito per la Democrazia              | 556 131   | 12,33 | 3     |
| Movimento Ampio Sociale                | 156 372   | 3,47  | 1     |
| Partito Comunista del Cile             | 6 423     | 0,14  | –     |
| Indipendenti                           | 91 112    | 2,02  | 2     |
| Totale Nuova Maggioranza               | 2 282 754 | 50,63 | 12    |
| Rinnovamento Nazionale                 | 733 726   | 16,27 | 2     |
| Unione Democratica Indipendente        | 662 447   | 14,69 | 5     |
| Indipendenti                           | 319 528   | 7,09  | –     |
| Totale Alleanza per il Cile            | 1 715 731 | 38,05 | 7     |
| Partito Uguaglianza                    | 70 692    | 1,57  | –     |
| Partito Ecologista Verde del Cile      | 9 895     | 0,22  | –     |
| Indipendenti                           | 95 328    | 2,11  | –     |
| Totale                                 | 175 915   | 3,90  | –     |
| Partito Umanista                       | 156 336   | 3,47  | –     |
| Si tú quieres, Chile cambia            | 109 702   | 2,43  | –     |
| Indipendenti                           | 68 706    | 1,52  | 1     |
| Totale                                 | 4 509 114 | 100   | 20    |

#### Riepilogo per regione
| Lista  | Antofagasta | Coquimbo | Santiago  | Libertador | Biobío  | Los Ríos | Los Lagos | Magellano e Antartide Cilena | Totale    |
| ------ | ----------- | -------- | --------- | ---------- | ------- | -------- | --------- | ---------------------------- | --------- |
| PDC    | –           | 78.713   | 485.204   | 51.873     | 53.123  | –        | 52.634    | 22.714                       | 744.261   |
| PS     | –           | –        | 279.196   | 156.230    | 82.114  | 70.179   | 135.372   | 5.364                        | 728.455   |
| PPD    | –           | 73.562   | 360.949   | –          | 121.620 | –        | –         | –                            | 556.131   |
| MAS    | –           | –        | –         | –          | 156.372 | –        | –         | –                            | 156.372   |
| PCCH   | –           | –        | –         | –          | –       | 6.423    | –         | –                            | 6.423     |
| Ind.   | 91.112      | –        | –         | –          | –       | –        | –         | –                            | 91.112    |
| Totale | 91.112      | 152.275  | 1.125.349 | 208.103    | 413.229 | 76.602   | 188.006   | 28.078                       | 2.282.754 |
| RN     | –           | 28.403   | 557.794   | 44.679     | 35.380  | 24.939   | 42.531    | –                            | 733.726   |
| UDI    | 39.387      | 44.083   | 213.516   | 69.061     | 207.749 | 34.192   | 54.459    | –                            | 662.447   |
| Ind.   | –           | –        | 294.552   | –          | 10.885  | –        | –         | 14.091                       | 319.528   |
| Totale | 39.387      | 72.486   | 1.065.862 | 113.740    | 254.014 | 59.131   | 96.990    | 14.091                       | 1.715.701 |
| PU     | –           | –        | 60.962    | –          | 9.730   | –        | –         | –                            | 70.692    |
| PEV    | –           | –        | –         | –          | 9.895   | –        | –         | –                            | 9.895     |
| Ind.   | 4.218       | –        | 71.759    | –          | 15.372  | 3.979    | –         | –                            | 95.328    |
| Totale | 4.218       | –        | 132.721   | –          | 34.997  | 3.979    | –         | –                            | 175.915   |
| PH     | 3.919       | 15.574   | 100.284   | 17.530     | 15.088  | 3.941    | –         | –                            | 156.336   |
| ILI    | –           | –        | 61.288    | –          | 48.414  | –        | –         | –                            | 109.702   |
| Ind.   | 28.347      | –        | –         | –          | 16.937  | 6.120    | –         | 17.302                       | 68.706    |
| Totale | 166.983     | 240.335  | 2.485.504 | 339.373    | 782.679 | 149.773  | 284.996   | 59.471                       | 4.509.114 |